# تريفور باتريك
تريفور باتريك (بالإنجليزية: Trevor Patrick)‏ هو لاعب دوري الرغبي نيوزيلندي، ولد في 2 سبتمبر 1947.